# 覆面

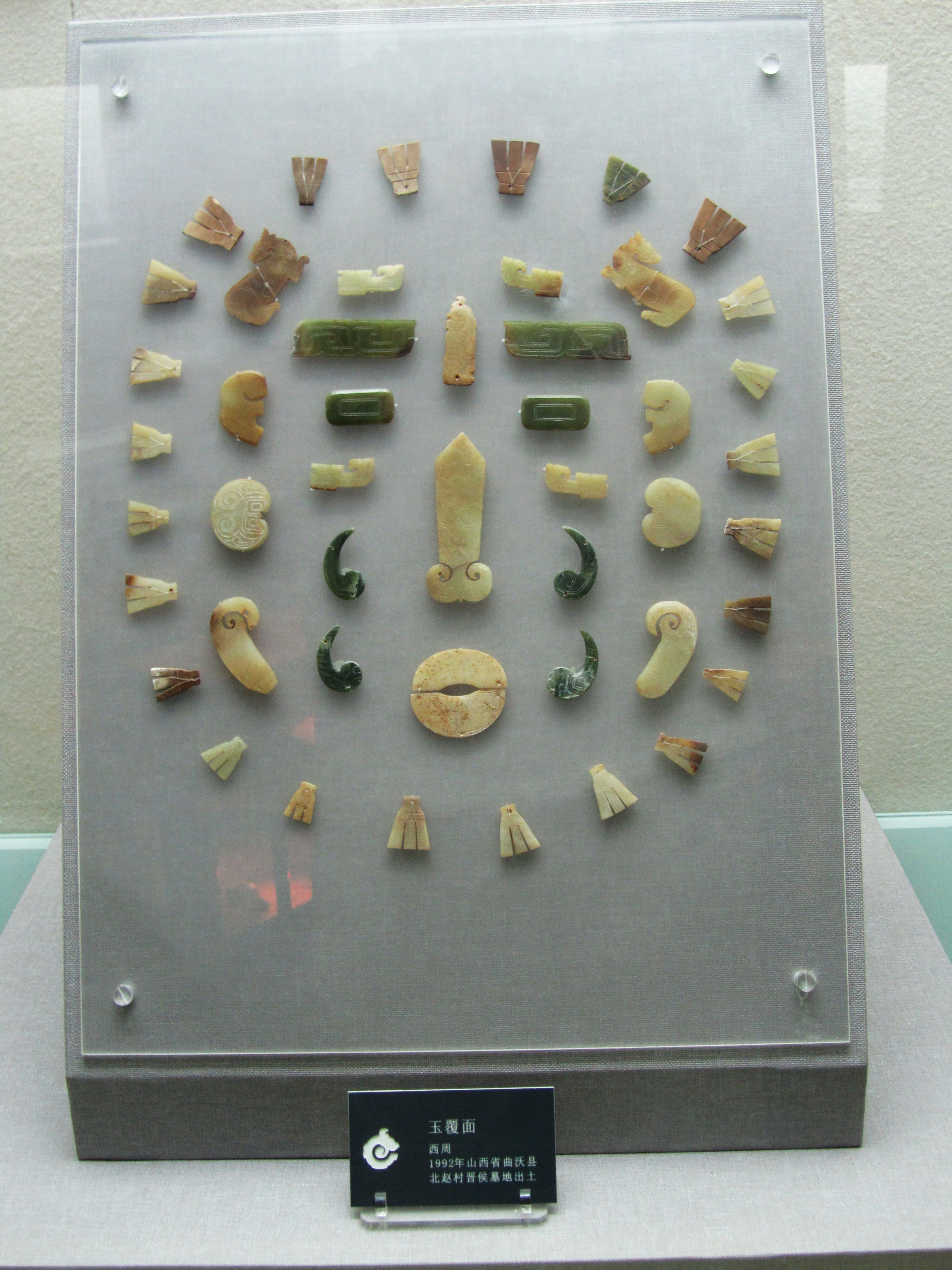
山西博物院藏西周玉覆面，1992年山西省曲沃县北赵村晋侯墓地出土。

覆面亦称面罩，指中国古代殡殓时将缀有玉石片的丝质面幕覆盖于死者面部，为葬玉（或称敛玉）的一种，流行于西周至汉代的贵族墓中。覆面按形制可分为缀玉和整玉两种，前者将玉料对应人的五官及面部其他特征制成玉片，然后系缀于称为冥目的纺织品上，组合成为人面的形象，后者则使用整块雕琢的玉将脸部完整遮盖。先秦时期多将覆面与裹首（亦称掩）合用，以遮掩整个头部。